# Cantón de Lesparre-Médoc
El cantón de Lesparre-Médoc era una división administrativa francesa, que estaba situada en el departamento de Gironda y la región de Aquitania.

## Composición
El cantón estaba formado por quince comunas:
- Bégadan
- Blaignan
- Civrac-en-Médoc
- Couquèques
- Gaillan-en-Médoc
- Lesparre-Médoc
- Naujac-sur-Mer
- Ordonnac
- Prignac-en-Médoc
- Queyrac
- Saint-Christoly-Médoc
- Saint-Germain-d'Esteuil
- Saint-Yzans-de-Médoc
- Valeyrac
- Vendays-Montalivet

## Supresión del cantón de Lesparre-Médoc
En aplicación del Decreto n.º 2014-192 de 20 de febrero de 2014, el cantón de Lesparre-Médoc fue suprimido el 22 de marzo de 2015 y sus 15 comunas pasaron a formar parte del nuevo cantón de Norte de Médoc.